# الفرسان الثلاثة (مسلسل قطري)
مسلسل الفرسان الثلاثة هو مسلسل كوميدي اجتماعي من تأليف جاسم صفر ومن إخراج وجيه الشناوي أنتجه تلفزيون قطر في عام 1982م، وهو يحكي قصة ثلاثة أخوة كل منهم يريد الزواج من نفس الفتاة وهذه الفتاة هي ابنة عمهم، وعلى الفتاة أن تختار واحداً منهم وهي في حيرة من أمرها فهل تختار الشاب المعلم أم رجل الأعمال أم الشاعر الموهوب. ولكن في النهاية سوف يقع اختيارها على الشاب المتعلم.

## الأدوار
المسلسل من بطولة:
- عبد العزيز جاسم
- سعد بورشيد
- علي سلطان
- هلال محمد
- هدية سعيد
- وداد عبد اللطيف الكواري
- مريم زيمان (من مملكة البحرين).
- علي عبد الرب
- درويش علي
- عبد الله غيفان